# Ctenoplusia asteia
Ctenoplusia asteia là một loài bướm đêm trong họ Noctuidae.